# Stilboma
Stilboma is een geslacht van kevers uit de familie van de loopkevers (Carabidae). De wetenschappelijke naam van het geslacht is voor het eerst geldig gepubliceerd in 1933 door Andrewes.

## Soorten
Het geslacht Stilboma omvat de volgende soorten:
- Stilboma smaragdus Andrewes, 1933
- Stilboma viridis Andrewes, 1933